# Сенно (Куявсько-Поморське воєводство)
Сенно (пол. Sienno, нім. Justhöfen) — село в Польщі, у гміні Добрч Бидґозького повіту Куявсько-Поморського воєводства.
Населення — 695 осіб (2011).
У 1975-1998 роках село належало до Бидгощського воєводства.

## Демографія
Демографічна структура станом на 31 березня 2011 року:
|          | Загалом | Допрацездатний вік | Працездатний вік | Постпрацездатний вік |
| -------- | ------- | ------------------ | ---------------- | -------------------- |
| Чоловіки | 340     | 72                 | 234              | 34                   |
| Жінки    | 355     | 77                 | 202              | 76                   |
| Разом    | 695     | 149                | 436              | 110                  |